# جاين مارخ
جاين مارخ (بالإنجليزية: Jane March)‏ هي عارضة وممثلة بريطانية، ولدت في 20 مارس 1973 في المملكة المتحدة.

## أعمال

### أفلام
- (2010) صراع الجبابرة[3][4]

## وصلات خارجية
- جاين مارخ على موقع IMDb (الإنجليزية)
- جاين مارخ على موقع ألو سيني (الفرنسية)
- جاين مارخ على موقع تيرنر كلاسيك موفيز (الإنجليزية)
- جاين مارخ على موقع أول موفي (الإنجليزية)
- جاين مارخ على موقع قاعدة بيانات الأفلام السويدية (السويدية)
- جاين مارخ على موقع إن إن دي بي (الإنجليزية)
- جاين مارخ على موقع قاعدة بيانات الفيلم (الإنجليزية)
- جاين مارخ على موقع كينوبويسك (الروسية)